# Fédération de Croatie de basket-ball
Pour les articles homonymes, voir HKS (homonymie).
La Fédération de Croatie de Basket-ball (Hrvatski Košarkaški Savez ou HKS) est une association, fondée en 1992, chargée d'organiser, de diriger et de développer le basket-ball en Croatie, d'orienter et de contrôler l'activité de toutes les associations ou unions d'associations s'intéressant à la pratique du basket-ball.
La HKS représente le basket-ball auprès des pouvoirs publics ainsi qu'auprès des organismes sportifs nationaux et internationaux et, à ce titre, la Croatie dans les compétitions internationales. Elle défend également les intérêts moraux et matériels du basket-ball croate. Elle est affiliée à la FIBA depuis 1992.